# Mónica Bardem
Mónica María Encinas Bardem (* 4. Mai 1964 in Madrid) ist eine spanische Schauspielerin.

## Familie
Mónica Bardem stammt aus einer bekannten spanischen Schauspielerfamilie. Ihre Mutter war die Schauspielerin Pilar Bardem. Mónicas jüngere Brüder sind der Oscarpreisträger Javier Bardem sowie der Schauspieler Carlos. Weitere Familienmitglieder sind der Regisseur Juan Antonio Bardem, ein Onkel von Mónica Bardem, sowie dessen Sohn Miguel Bardem.

## Leben
Als Mitglied einer Familie von Filmschaffenden lag für Mónica Bardem der Beruf als Schauspielerin nahe. Sie wirkte in einigen Filmen ihrer Verwandten mit. So zum Beispiel 1992 unter der Regie von Juan Antonio Bardem in dessen Dokumentarfilm The young Picasso und 1993 in Kika an der Seite ihres Bruders Javier sowie Aitana Sánchez-Gijón, Josep Maria Flotats und María Barranco. Für ihren Cousin Miguel Bardem übernahm die Schauspielerin 1996 eine Nebenrolle in dessen erster Spielfilmregie Más que amor, frenesí.
Daneben war sie Köchin und Besitzerin des Tapas-Restaurant „La Bardemcilla“, in Chueca. Die angebotenen Gerichte wurden nach den Filmen der Familienmitglieder benannt.

## Filmografie
- 1992: The young Picasso (El Joven Picasso)
- 1993: Kika
- 1995: Eine ganz heiße Nummer (Boca a boca)
- 1996: Not Love, Just Frenzy (Más que amor, frenesí)
- 1999: La gran ilusión